# 飛島 (大字)
飛島（ひしま）は、岡山県笠岡市にある大字である。
郵便番号は714-0302（北木島郵便局管区）。当地全域の人口は143人（男性63人、女性80人）で、世帯数は78世帯。

## 概要
笠岡諸島の南部にあたり、東に真鍋島、南に六島、北には北木島、西に福山市の走島がある。
飛島と総称される大飛島（おおびしま）と小飛島（こびしま）の大小2つの有人島と、その2島の小属島（無人島）から当地は構成されている。
人口・世帯数の内訳は、大飛島が人口117人（男性54人、女性63人）で、世帯数は60世帯。小飛島は、人口26人（男性9人、女性17人）、世帯数18世帯。
元々は小田郡に属する飛島村であったが、明治11年の町村制施行により小田郡神島外村の一部となった。その後、昭和27年の町制施行を経て、昭和30年に笠岡市に編入合併し、同市の大字となり現在に至る。
かつて、大飛島の南東の大浦地区りから小飛島方向（東）に砂洲が細長く伸びる現象が見られたが、現在は潮流の変化等によりあまり大きいものは見られなくなった。以前は長さ350メートル、幅30メートルほどのものも見られた。

## 地勢
島嶼
- 飛島
  - 大飛島 - 有人島、小属島あり
  - 小飛島 - 有人島、小属島あり

## 主要施設
教育
- 笠岡市立飛島小学校 - 大飛島
- 笠岡市立飛島幼稚園 - 大飛島

医療施設
- 飛島診療所 - 大飛島

小売店・事業所
- 天野酒店 - 大飛島
- 山河荘 - 大飛島
- 民宿山本 - 大飛島
- 泉海運 - 大飛島

神社仏閣・その他宗教
- 大歳神社 - 大飛島
- 島神社 - 小飛島
- 天理教五十飛島分教会 - 大飛島

名所・旧跡
- 洲の南遺跡 - 大飛島（市指定史跡）
- 大飛島砂洲- 大飛島（市指定天然記念物）

他
- 小飛島汽船 - 小飛島
- 飛島希少植物管理事務所 - 大飛島